# Juan Esnáider
Juan Eduardo Esnáider Belén (* 5. března 1973, Mar del Plata) je argentinský bývalý fotbalista a současný trenér.

## Hráčská kariéra
Juan Esnáider hrál na postu útočníka za Club Ferro Carril Oeste, Real Madrid, Real Zaragoza, Atlético Madrid, RCD Espanyol, Juventus FC, FC Porto, River Plate, AC Ajaccio, Real Murcia a Newell's Old Boys.
Za Argentinu hrál 3 zápasy a dal 3 góly.

## Trenérská kariéra
Trénoval Córdoba CF, Getafe CF a JEF United Čiba.

## Úspěchy
Real Madrid
- Copa del Rey: 1992–93

Zaragoza
- Copa del Rey: 1993–94, 2000–01
- Pohár vítězů pohárů: 1994–95

Juventus
- Pohár Intertoto: 1999

River Plate
- Primera División: 2002 Clausura